# WXV 2024
WXV 2024 (in inglese 2024 WXV) fu la 2ª edizione del WXV, competizione internazionale per squadre nazionali di rugby a 15 femminile organizzata su base annua da World Rugby.
Fu organizzato su tre divisioni, ciascuna delle quali tenutasi presso un diverso Paese ospite nel periodo tra settembre e ottobre 2024: la prima si svolse in Canada, la seconds in Sudafrica e la terza negli Emirati Arabi Uniti.
Nella prima divisione, l'Inghilterra bissò il titolo dell'anno precedente; l'Australia si aggiudicò invece il titolo di seconda divisione mentre per la Spagna giunse la prima affermazione in terza divisione.
Il torneo servì anche da qualificazione alla Coppa del Mondo 2025 in Inghilterra: erano infatti in palio sei posti destinati alle migliori classificate (indipendentemente dalla divisione) tra le partecipanti non già qualificate tramite altri tornei.
La prima divisione era composta da squadre già qualificate a prescindere dagli esiti del torneo; dalla seconda divisione si qualificarono Australia, Italia, Scozia e Galles mentre dalla terza vennero Spagna e Samoa.
Il valore delle marcature, come stabilito da World Rugby nel 2017, è: 5 punti per ciascuna meta (7 se trasformata), 7 punti per la meta tecnica, 3 punti per la realizzazione di ciascun calcio piazzato, idem per il drop.

## Formato
Al torneo parteciparono 18 squadre ripartite su tre divisioni di merito.
La ripartizione in divisioni fu determinata dai piazzamenti delle squadre nei propri tornei continentali o regionali.
All'interno di ogni divisione, le sei squadre furono ripartite in due gironi da tre, e ogni squadra di un girone affrontò tutte quelle dell'altro; per ogni divisione la classifica fu cumulativa.
Non furono previste, per tale stagione, promozioni e retrocessioni tra la prima e la seconda divisione, ma solo tra la seconda e la terza.

### WXV 1
Il torneo si tenne dal 27 settembre al 13 ottobre 2024 a Langley e Vancouver, in Canada.
Le qualificate a tale divisione di torneo furono:
- Europa: le tre migliori classificate del Sei Nazioni 2024[4].
- Americhe / Oceania: le tre migliori classificate del Pacific Four 2024[4].

Le tre europee qualificate furono Inghilterra, Francia e Irlanda; le tre del Pacific Four Series furono invece Nuova Zelanda, Canada e Stati Uniti.

### WXV 2
Il torneo si tenne a Città del Capo, in Sudafrica, dal 27 settembre al 12 ottobre 2024.
Le qualificate a tale divisione di torneo furono:
- la quarta classificata del citato Pacific Four 2024[4];
- la squadra campione d'Africa 2024;
- la squadra campione d'Asia 2024;
- la quarta e la quinta classificate del citato Sei Nazioni 2024;
- la vincitrice dello spareggio tra la quinta classificata del Sei Nazioni 2024 e la squadra campione d'Europa 2024.

Le squadre quarte e quinte classificate del Sei Nazioni 2024 furono Scozia e Italia; la vincitrice dello spareggio tra la sesta classificata del Sei Nazioni (il Galles) e la campionessa europea (Spagna) fu vinto 52-20 dalla formazione britannica che dirottò quindi le iberiche alla terza divisione.
Le due campioni continentali ammesse furono Sudafrica e Giappone.
L'Australia accedette alla seconda divisione in quanto quarta classificata del Pacific Four Series.
L'ultima classificata della divisione WXV 2 retrocedette in WXV 3 2025, rimpiazzata dalla vincitrice del WXV 3.
Le migliori classificate tra quelle non direttamente ammesse alla Coppa del Mondo 2025 si qualificarono a tale competizione.

### WXV 3
Il torneo si tenne a Dubai, capitale degli Emirati Arabi Uniti, dal 27 settembre al 12 ottobre 2024.
Le qualificate a tale divisione di torneo furono:
- la citata Spagna, squadra sconfitta dallo spareggio europeo;
- la seconda classificata del campionato d'Africa[4];
- la seconda classificata del campionato d'Asia[4];
- la vincitrice e la seconda classificata del campionato d'Oceania[4];
- la vincitrice dello spareggio tra l'ultima classificata del WXV 3 2023 e la prima squadra per ranking World Rugby tra quelle non partecipanti, rispettivamente Colombia e Paesi Bassi[4].

Dall'Africa giunse il Madagascar, mentre dall'Asia si qualificò Hong Kong.
Le prime due del campionato oceaniano furono Samoa e Figi
Lo spareggio fu altresì vinto dai Paesi Bassi, vittoriosi 33-11 ad Amsterdam sulle colombiane.
Al pari della seconda divisione, anche la terza metteva in palio posti per la Coppa del Mondo 2025, in ragione di quelli rimanenti dalla divisione superiore.

## Spareggi preliminari

### Divisione 3 / Non qualificata
| Arbitro: | Doriane Domenjo |

|                                                                  |    |                  |
| Prins 15’ Stallmann 18’ Jongerius 42’ v. Nifterik 67’ Kievit 71’ | mt | 11’ Mestra       |
| Metz 15’, 18’, 67’, 71’                                          | tr | 35’, 54’ Arzuaga |

### Europa
| Arbitro: | Aurélie Groizeleau |

|                                                                                             |      |                                  |
| B. Lewis 3’ A. Fleming 12’ Joyce-Butchers 35’ C. Cox 45’, 63’, 77’ G. Evans 54’ Hesketh 71’ | mt   | 25’ Antolínez 31’ Peña 37’ Pérez |
| Bevan 3’, 12’, 35’, 45’, 54’ George 77’                                                     | tr   | 25’ Argudo                       |
|                                                                                             | c.p. | 22’ Argudo                       |

## Squadre partecipanti
| WXV 1         | WXV 2     | WXV 3       |
| ------------- | --------- | ----------- |
| Francia       | Giappone  | Figi        |
| Irlanda       | Australia | Hong Kong   |
| Inghilterra   | Scozia    | Madagascar  |
| Nuova Zelanda | Sudafrica | Paesi Bassi |
| Canada        | Galles    | Colombia    |
| Stati Uniti   | Italia    | Spagna      |

## WXV 1

### Risultati
| Data       | Incontro                    | Risultato | Sede      |
| ---------- | --------------------------- | --------- | --------- |
| 29-9-2024  | Stati Uniti – Inghilterra   | 21-61     | Vancouver |
| 29-9-2024  | Canada – Francia            | 26-24     | Vancouver |
| 29-9-2024  | Nuova Zelanda – Irlanda     | 27-29     | Vancouver |
| 5-10-2024  | Stati Uniti – Francia       | 14-22     | Langley   |
| 5-10-2024  | Canada – Irlanda            | 21-8      | Langley   |
| 6-10-2024  | Nuova Zelanda – Stati Uniti | 31-49     | Langley   |
| 11-10-2024 | Stati Uniti – Irlanda       | 14-26     | Vancouver |
| 12-10-2024 | Nuova Zelanda – Francia     | 39-14     | Vancouver |
| 12-10-2024 | Canada – Inghilterra        | 12-21     | Vancouver |

#### Classifica
| Pos | Squadra       | G | V | N | P | PF  | PS  | P±  | BP | PT |
| --- | ------------- | - | - | - | - | --- | --- | --- | -- | -- |
| 1   | Inghilterra   | 3 | 3 | 0 | 0 | 131 | 64  | 67  | 2  | 14 |
| 2   | Irlanda       | 3 | 2 | 0 | 1 | 63  | 62  | 1   | 2  | 10 |
| 3   | Canada        | 3 | 2 | 0 | 1 | 79  | 53  | 26  | 1  | 9  |
| 4   | Nuova Zelanda | 3 | 1 | 0 | 2 | 97  | 92  | 5   | 3  | 7  |
| 5   | Francia       | 3 | 1 | 0 | 2 | 60  | 99  | −39 | 1  | 5  |
| 6   | Stati Uniti   | 3 | 0 | 0 | 3 | 49  | 109 | −60 | 0  | 0  |

## WXV 2

### Risultati
| Data       | Incontro              | Risultato | Sede           |
| ---------- | --------------------- | --------- | -------------- |
| 27-9-2024  | Sudafrica – Giappone  | 31-24     | Città del Capo |
| 28-9-2024  | Australia – Galles    | 37-5      | Città del Capo |
| 28-9-2024  | Italia – Scozia       | 0-19      | Città del Capo |
| 4-10-2024  | Galles – Italia       | 5-8       | Città del Capo |
| 5-10-2024  | Giappone – Scozia     | 13-19     | Città del Capo |
| 5-10-2024  | Sudafrica – Australia | 26-33     | Città del Capo |
| 11-10-2024 | Galles – Giappone     | 19-10     | Città del Capo |
| 12-10-2024 | Sudafrica – Italia    | 19-23     | Città del Capo |
| 12-10-2024 | Australia – Scozia    | 31-22     | Città del Capo |

#### Classifica
| Pos | Squadra   | G | V | N | P | PF  | PS | P±  | BP | PT |
| --- | --------- | - | - | - | - | --- | -- | --- | -- | -- |
| 1   | Australia | 3 | 3 | 0 | 0 | 101 | 53 | 48  | 3  | 15 |
| 2   | Scozia    | 3 | 2 | 0 | 1 | 60  | 44 | 16  | 1  | 9  |
| 3   | Italia    | 3 | 2 | 0 | 1 | 31  | 43 | −12 | 0  | 8  |
| 4   | Sudafrica | 3 | 1 | 0 | 2 | 76  | 80 | −4  | 4  | 8  |
| 5   | Galles    | 3 | 1 | 0 | 2 | 29  | 55 | −26 | 1  | 5  |
| 6   | Giappone  | 3 | 0 | 0 | 3 | 47  | 69 | −22 | 3  | 3  |

## WXV 3

### Risultati
| Data       | Incontro                | Risultato | Sede  |
| ---------- | ----------------------- | --------- | ----- |
| 27-9-2024  | Spagna – Madagascar     | 83-0      | Dubai |
| 28-9-2024  | Figi – Hong Kong        | 38-3      | Dubai |
| 28-9-2024  | Paesi Bassi – Samoa     | 8-8       | Dubai |
| 4-10-2024  | Madagascar – Hong Kong  | 7-38      | Dubai |
| 5-10-2024  | Figi – Samoa            | 17-45     | Dubai |
| 5-10-2024  | Paesi Bassi – Spagna    | 0-20      | Dubai |
| 11-10-2024 | Samoa – Madagascar      | 46-15     | Dubai |
| 12-10-2024 | Paesi Bassi – Hong Kong | 33-3      | Dubai |
| 12-10-2024 | Figi – Spagna           | 8-10      | Dubai |

#### Classifica
| Pos | Squadra     | G | V | N | P | PF  | PS  | P±   | BP | PT |
| --- | ----------- | - | - | - | - | --- | --- | ---- | -- | -- |
| 1   | Spagna      | 3 | 3 | 0 | 0 | 113 | 8   | 105  | 1  | 13 |
| 2   | Samoa       | 3 | 2 | 1 | 0 | 99  | 40  | 59   | 2  | 12 |
| 3   | Paesi Bassi | 3 | 1 | 1 | 1 | 41  | 31  | 10   | 1  | 7  |
| 4   | Figi        | 3 | 1 | 0 | 2 | 63  | 58  | 5    | 2  | 6  |
| 5   | Hong Kong   | 3 | 1 | 0 | 2 | 44  | 78  | −34  | 1  | 5  |
| 6   | Madagascar  | 3 | 0 | 0 | 3 | 22  | 167 | −145 | 0  | 0  |